# Ernest Gibert

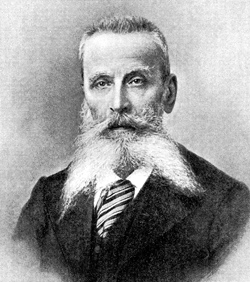
Ernest Gibert

Ernest Iwanowitsch Gibert (russisch Эрнест Иванович Жибер; * 25. Dezember 1823 in Paris; † 4. Februarjul. / 17. Februar 1909greg. in St. Petersburg) war ein französisch-russischer Architekt und Hochschullehrer.

## Leben
1833 trat Giberts Vater in russische Dienste und ließ sich mit seiner Familie in St. Petersburg nieder. Gibert begann 1842 das Studium an der Kaiserlichen Akademie der Künste bei Karl Pawlowitsch Brjullow. Mit dem Projekt für einen Börsenbau schloss er das Studium 1849 als Künstler I. Klasse mit einer Goldmedaille ab.
1849 wurde Gibert Oberassistent des Architekten Roman Iwanowitsch Kusmin beim Umbau des Schlosses Gattschina und den Bau der Paulskathedrale im neorussischen Stil (1846–1852) in Gattschina. Im Juli 1852 wurde Gibert Zeichensaal-Architekt der Projekt- und Finanzabteilung der Hauptverwaltung für Verkehrswege und öffentliche Gebäude im Range eines Titularrats (9. Rangklasse). Im Oktober 1852 nach dem Abschluss der Arbeiten in Gattschina erhielt er den Orden der Heiligen Anna III. Klasse und ein Jahresgehalt von 750 Silberrubel. Im St. Petersburger Nowodewitschi-Kloster baute er zwei Kirchen (1848–1849 und 1855–1856), die nicht erhalten sind. 1857 baute er mit Karl Jakowlewitsch Majewski zwei kaiserliche Kasernen am Rigaer Prospekt in St. Petersburg.

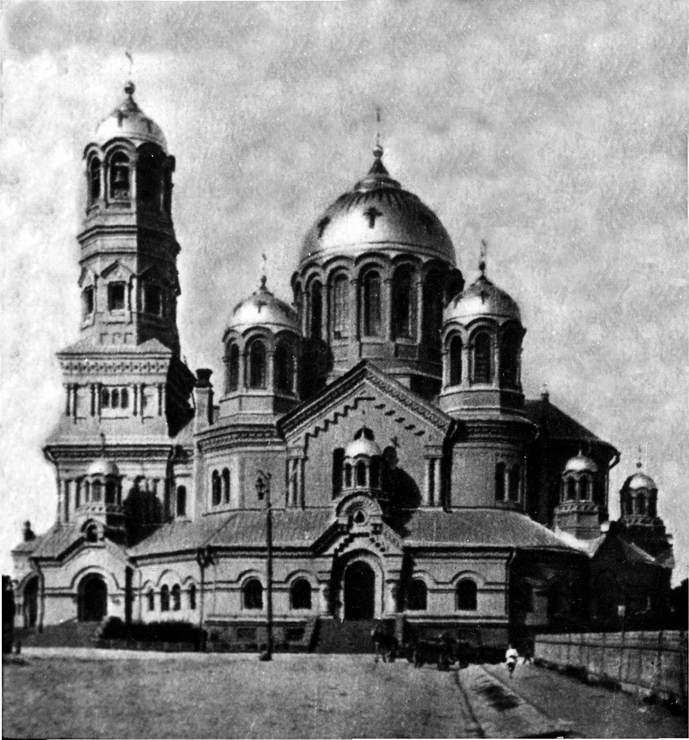
Christ-Erlöser-Kathedrale, Samara

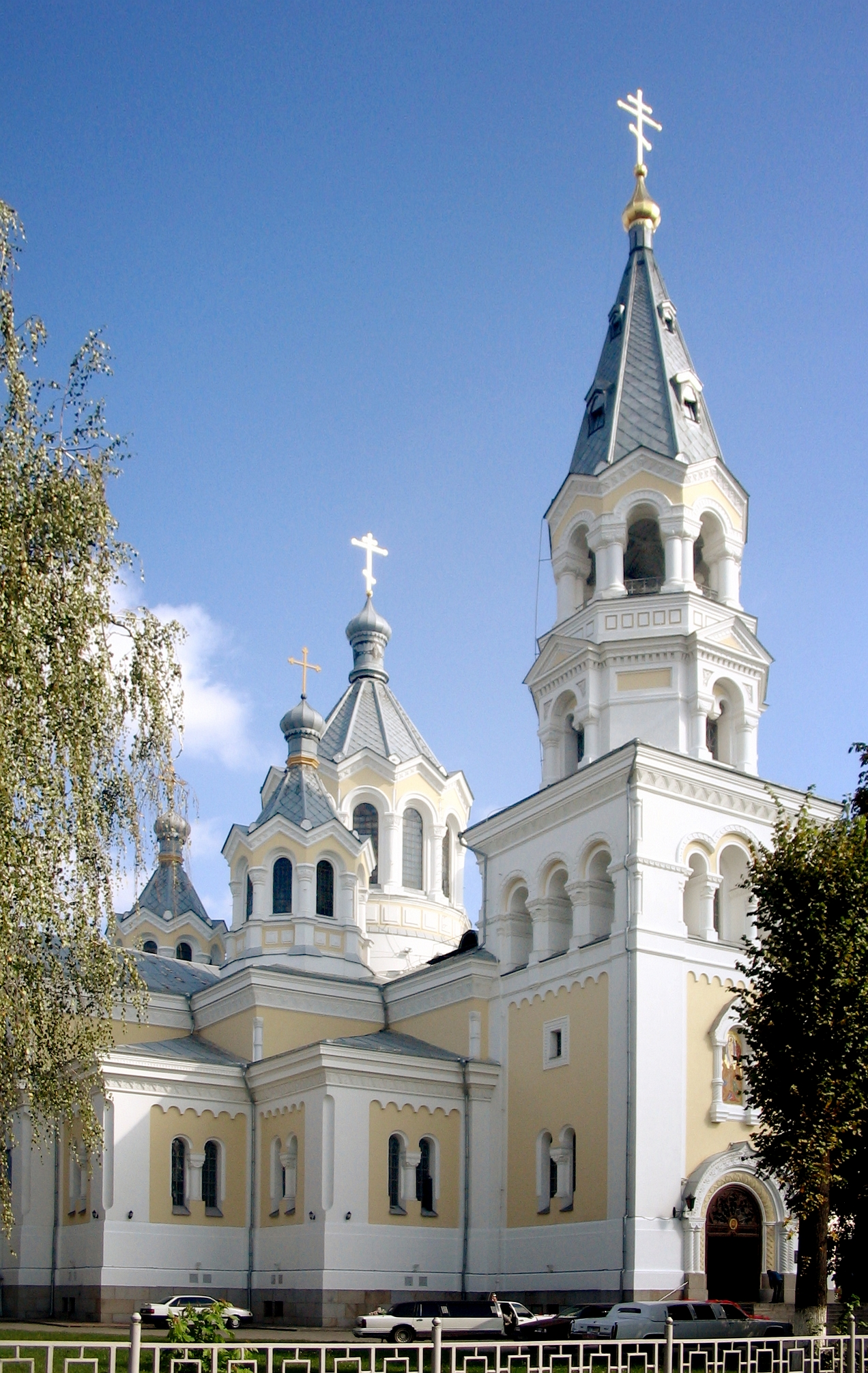
Erlöser-Verklärungs-Kathedrale, Schytomyr

1858 begann Gibert an der St. Petersburger Bauhochschule, dem späteren Institut für Bauingenieure, zu lehren (bis 1903). 1859 wurde er für sein Projekt für den Bau der Akademie für Medizin und Chirurgie zum Professor für Architektur ernannt. Er wurde Mitglied der Baukomitees des Innenministeriums und des kaiserlichen Hofes. Gibert interessierte sich für die altrussische und byzantinische Architektur und reiste viel. Er gestaltete die Innenräume des Anitschkow-Palais (1865–1867). In Samara baute er die Christ-Erlöser-Kathedrale (1869–1894), die im Winter 1932 (nach Umwandlung in ein Klubhaus 1930) abgerissen wurde. In Schytomyr baute er mit Karl Karlowitsch Rachau und W. G. Schalamow die Erlöser-Verklärungs-Kathedrale (1866–1874), an der auch Spezialisten vom vorhergehenden Bau der St. Petersburger Isaakskathedrale beteiligt wurden. Weitere Kirchen entstanden in Mogiljow, Taraschtscha und Perejaslaw. In St. Petersburg baute er Gebäudekomplexe für das Chemische Laboratorium und für das Staatliche Papierlager. In Wien besuchte er die Weltausstellung 1873. Nach einem Modell des Bildhauers Nicolas-François Gillet von 1760 schuf er 1875 ein Denkmal Peters I. vor Peters I. Häuschen in St. Petersburg.
1879–1887 war Gibert Hauptarchitekt des Amtes für Sozialeinrichtungen der Kaiserin Maria. 1880 baute er mit Gawriil Wassiljewitsch Baranowski Werkstättengebäude für die Baltische Werft und 1881 in St. Petersburg für Joseph Frédéric Dutfoy ein dreistöckiges Haus mit Seitenflügeln. Für die Staatliche Universität Tomsk arbeitete er ein Projekt aus, das wegen zu hoher Kosten nicht realisiert wurde.
1883 wurde Gibert Vorsitzender der St. Petersburger Gesellschaft der Architekten. Auch war er Herausgeber der russischen Architektenzeitschrift Sodtschi. 1896 erhielt er den Alexander-Newski-Orden. 1897 wurde er Ehrenmitglied der Akademie der Künste. 1897 baute er mit G. F. Schreiber die lutherische Marienkirche in Jalta.
Gibert war verheiratet mit Olga Fegin (1838–1900), mit der er drei Söhne und eine Tochter bekam. Der älteste Sohn Georgi-Henrich-Wladimir Ernestowitsch wurde Militäringenieur in der russischen Armee und nahm nach der Oktoberrevolution an der Weißen Bewegung teil. Jewgeni Ernestowitsch war Bauingenieur und Jurist und heiratete die Dichterin Marija Alexandrowna Lochwizkaja. Der jüngste Sohn Alexander Ernestowitsch war Verkehrsingenieur und projektierte unter anderem die Eisenbahnbrücke in Riga.
Gibert wurde auf dem lutherischen Teil des Smolensker Friedhofs in St. Petersburg begraben.